# Grobnica za Borisa Davidoviča
Grobnica za Borisa Davidoviča (podnaslovljena: Sedam poglavlja jedne zajedničke povesti) je zbirka sedam pripovedaka objavljena 1976. godine, autora Danila Kiša. U nekim tumačenjima, ova knjiga zapravo predstavlja roman.
Pripovetke su zasnovane na istorijskim događajima i bave se temama političke obmane, izdaje i ubistva u Istočnoj Evropi u prvoj polovini 20. veka (osim novele Psi i knjige u kojoj se radnja odvija u 14. veku). Neke od priča su napisane kao fiktivne biografije u kojima glavni likovi interaguju sa stvarnim ličnostima.
Kiš je ovu knjigu napisao dok je radio na univerzitetu u Bordou, motivisan uglavnom svojom frustracijom prouzročenom neznanjem i neverovanjem svojih studenata koji su, mahom levičarski orijentisani, odbijali da poveruju čak i u postojanje gulaga.
Knjiga je objavljena u desetinama izdanja na srpskohrvatskom jeziku, a prevedena je na više od dvadeset jezika.
Nedugo po objavljivanju, povela se o autentičnosti knjige jedna od najvećih rasprava u Evropi u 20. veku.

## Pozadina
Do 1976. godine, kada je knjigu objavio, Kiš je već godinama bio radio u Francuskoj, najpre u Strazburu, a potom u Bordou. Tih godina su do Zapadnih zemalja dolazile prve vesti o surovostima sibirskih logora gulaga organizovanih u vreme Staljinove vladavine (npr. knjiga Karla Štajnera 7000 dana u Sibiru iz 1971. i Solženjicinov Arhipelag Gulag izdat 1973). Međutim, u razgovorima sa svojim studentima i sa lokalnim intelektualcima, Kiš je primetio da oni u ta svedočenja bivših logoraša odbijaju da poveruju. To ga je, kako je naveo, nagnalo da napiše ove „uzorne priče” kao jedini mogući kanal komunikacije.
S druge strane, Kiš je smatrao da mu je kao piscu dužnost da se, nakon svoje prve tri knjige u kojima je pisao o temama holokausta i nacističkih konclogora, književno pozabavi i temom sovjetskih logora, smatrajući ih podjednakim zlom.

## Sadržaj priča
Svaka priča, osim poslednje, posvećena je nekom Kišovom savremeniku.

### Nož sa drškom od ružinog drveta
Priča je posvećena Mirku Kovaču. Radnja priče odvija se između 1923. i 1940. godine.
Mikša (Miksat Hantesku) je vešti krojački kalfa kod majstora reba E. M. Mendela. Noć za noći, Mendelu nestaje po jedna dragocena kokoška iz kokošarnika. Kada ni posle nekoliko probdevenih noći Mendel ne uspe da ulovi tvora koji mu krade kokoške, očajan se obraća Mikši koji mu obećava da će odmah rešiti problem. Naredne večeri, Mikša tvoru postavlja klopku u kojoj ga ujutru i nalazi, kači ga za dovratnik i dere ga živog. Videvši prizor odranog tvora, Mendel otpušta Mikšu i proklinje ga, i Mikša otad više ne uspeva da se zaposli ni kod jednog majstora, osim kod M. L. Jusefa, „najgoreg od svih majstora“, mada i kod njega dobija otkaz posle samo dva dana. Mikša se zaklinje da će se majstorima („talmudistima“) jednog dana osvetiti.
Mikša potom upoznaje E. V. Ajmikea koji ga uvodi u tajnu revolucionarnu organizaciju. Nakon par meseci, Ajmike mu poverava da u organizaciji postoji doušnik kojeg treba ubiti, ali mu ne saopštava njegovo ime, već samo lokaciju gde Mikša treba da se sutradan sastane sa izdajnikom. Mikša se sutradan u zakazano vreme susreće sa Hanom Kšiževskom koju, bez progovorene reči, davi i telo joj baca u reku. Međutim, Kšiževska u vodi neočekivano dolazi svesti, koprca se i dopire do suprotne obale. Mikša hitro prelazi preko obližnjeg mosta i zadaje joj desetine uboda nožem, vadi joj utrobu i baca telo u reku.
Ovo ubistvo isprva ostaje nerešeno. Nakon što je, nekoliko godina kasnije, uhapšen za podmetanje požara u fabrici u kojoj je radio, Ajmike priznaje da je zapravo on bio doušnik, te otkriva Mikšu kao ubicu Kšiževske. Dve godine kasnije, Mikša, koji se sada krio pod pseudonimom M. L. Hanteši, biva uhapšen i mučen mesecima. Napokon, pristaje da napiše priznanje da je ubio Kšiževsku i pritom, ugledavši portret Staljina na zidu islednikove kancelarije, neočekivano navodi i imena svih ostalih revolucionara iz grupe, kao i imena majstora Mendela i Jusefa (koji kasnije svi bivaju poslati na dugogodišnju robiju), te umire u gulagu nekoliko godina kasnije.

### Krmača koja proždire svoj okot
Priča je posvećena Borislavu Pekiću.
Gould Verskojls je sin carinika koji u svojim dvadesetima napušta rodni, turobni Dablin u potrazi za boljim životom. Ubrzo, 1936. godine, obreva se u Španiji gde postaje republikanski dobrovoljac u građanskom ratu. Jednog dana krišom saopštava svom komandantu da poverljive poruke dospevaju u pogrešne ruke, ali ga komandant ignoriše, smatrajući ga naivnim. (Kasnije će se saznati da mu je Verskojls saopštio kako poruke stižu do sovjetskih vlasti.)
Par dana kasnije, Verskojls biva na prevaru doveden na vojni parobrod na kojem je navodno trebalo da izvrši sitnu popravku, te odmah biva zatočen u potpalublju. Nakon tri dana zatočeništva, u ćeliji mu se pridružuju dvojica uhapšenih komunista i trio provodi naredne dane u žustroj diskusiji, dok brod nije najzad stigao na odredište. Sva trojica su potom sprovedena u gulag gde strahovito pate.
Tokom transfera ka nekom drugom logoru, Verskojls slučajno sreće Čeljustnikova, pomoćnik komandanta koji je bio prisutan u kancelariji kada je Verskojls ovome poverio svoje saznanje o sovjetskoj špijunaži, a za šta je komandant već bio saznao. Nekoliko godina kasnije, Verskojls gine u neuspelom pokušaju da pobegne iz gulaga.

### Mehanički lavovi
Priča je posvećena Andreu Židu (posveta je napisana na francuskom jeziku: Hommage à André Gide), a glavni deo radnje se odvija u Kijevu, novembra 1934. godine.
A. L. Čeljustnikov je sovjetski aparatčik, veteran Španskog građanskog rata, novinar lokalnog lista i ljubavnik Nastasje Fedotjevne, žene svog šefa. Jednog dana, u zoru, on biva pozvan u rajkom gde mu se saopštava da sutradan u grad stiže uvaženi gost, Eduar Erio, značajan francuski političar, vođa radikala i gradonačelnik Liona. Pjasnikov, sekretar rajkoma, objašnjava Čeljustnikovu da je Erio nereligiozan, ali da i dalje staje u zaštitu ljudskih prava sveštenih lica. S tim u vidu, dvojac provodi dan u žurnim pripremama, te Pjasnikov i odbor za doček sutradan dočekuju Erioa na železničkoj stanici sa čije zgrade prethodno uklanjaju jedan boljševički transparent.
Čeljustnikov odmah po Eriovom dolasku odlazi u crkvu Svete Sofije koja služi kao pivara, te dovodi grupu zatvorenika da građevinu hitno preurede da liči na funkcionalnu crkvu. Zatim, odlazi u pozorište gde ga kostimiraju u protojereja, i to toliko dobro da ga ni njegov vozač potom nije prepoznao. Uveče, Erio stiže u crkvu, a „pop“ Čeljustnikov održava lažnu liturgiju sa „vernicima“ sačinjenim od članova rajkoma i njihove rodbine. S obzirom na veran izgled kompletnog mizansena, Erio se sutradan vraća u Francusku zadovoljan, i beleži prijatne utiske sa svoje posete.
Četiri godine kasnije, Čeljustnikov biva zatvoren na deset godina pod optužbom da je podrivao vlast, učestvovao u jednom ubistvu, i da se u Španiji bio pridružio trockistima, a zapravo zbog toga što je razotkrivena njegova ljubavna afera. Nekoliko godina po oslobađanju, biva rehabilitovan, i na kraju posećuje spomen-biblioteku Eduara Erioa u Lionu.
Svega par nedelja nakon završetka rada na knjizi, Kiš je slučajno saznao da je izvesni Eduar Erio zapravo postojao i da je bio važna javna ličnost u Francuskoj, i to upravo u periodu kada se odvija radnja priče. Stoga je Kiš prepravio početak priče i već u prvoj rečenici naveo da je u njoj (u priči, tj.) Erio jedina istorijska ličnost.
| Kijevska crkva Svete Sofije gde se odvija lažno bogosluženje | Istorijski Eduar Erio |

### Magijsko kruženje karata
Priča je posvećena Karlu Štajneru.
Doktor Karl Georgijevič Taube je ubijen u svojoj kancelariji, naizgled bez razloga. Motiv ubistva se saznaje tek četiri godine kasnije kada je uhapšen Kostik Koršunidze, dugogodišnji pahan u gulagu (gde je robijao zajedno sa Čeljustnikovim i Nastasjom Fedotjevnom), i kada je potom otkriveno da su otisci prstiju na alatu kojim je doktor Taube ubijen – njegovi.
Taube je rođen u malom gradu, ali je bio osoba sa krupnim revolucionarnim ambicijama; objavljivao je zapaljive tekstove (koristeći i pseudonime), sarađivao je sa Borisom Davidovičem Novskim, i bio jedan od prvih zatvorenika u Dahauu. Nakon što se razočarao u zapadnjački nedostatak vere u komunističke ideje, a i u zapadnjačko slepilo za stvarnost užasa koncentracionog logora, Taube odlazi u Moskvu gde godinu dana radi u raznim državnim strukturama, a potom biva uhapšen. Potom biva premeštan iz gulaga u gulag, i u jednom od njih obavlja hiruršku operaciju kojom spašava dva od četiri prsta bivšem obijaču koji je pokušao da ih odseče kako bi bio lišen kuluka. Pacijent, po imenu Segidulin, zaklinje se da će se za ovu operaciju doktoru osvetiti smrću, ali menja mišljenje nakon što saznaje da bi ipak mogao biti pomilovan i pušten na slobodu.
U jednoj kartaškoj partiji odigranoj u ćeliji, Koršunidze gubi od Segidulina i time preuzima na sebe obavezu da ubije doktora Taubea. Doktor, međutim, saznaje za pretnju (verovatno od samog Segidulina) te biva već sutradan premešten u drugi, udaljeni logor, i Koršunidze ne uspeva da dopre do njega narednih osam godina. Najzad, Koršunidze slučajno saznaje da je Taube rehabilitovan i da je postao upravnik u jednoj udaljenoj bolnici, odmah potom odlazi tamo i ubija Taubea u kancelariji, sleđa.

### Grobnica za Borisa Davidoviča
Priča je posvećena „uspomeni Leonida Šejke“.
Boris Davidovič Melamud, poznatiji pod prezimenom Novski, je značajna ličnost revolucije, koju istorija nije dostojno upamtila. Rođen je iz veze kćerke lokalnog učitelja i Davida Abramoviča, jedinog Jevrejina u svojoj regimenti. Već u ranoj mladosti, bio je buntovan: bežao je od kuće, potom je kojekuda nadničio, a sa dvadesetak godina ulazi u petrogradsko visoko društvo gde se predstavlja kao Zemljanikov i šarmira dame. Ipak, ubrzo pada na niske grane, nakon što je par puta uhapšen zbog učešća u krijumčarenju oružja, u jednoj velikoj pljački, i u revolucionarnim bombaškim akcijama, te biva zatvoren u ludnici, iz koje uspeva da pobegne i da se prebaci u Pariz gde postaje sindikalni funkcioner.
Po početku Prvog svetskog rata, sklanja se na jug Francuske gde ponovo biva uhapšen, a potom se obreva u Berlinu gde u novinama objavljuje socijalističke tekstove. Nakratko se primiruje u Švajcarskoj, a po vesti da je u Petrogradu izbila revolucija, ponovo se aktivira, na strani boljševika, te se bori u građanskom ratu gde je i lakše ranjen. U ovom periodu se i ženi, ali je brak trajao kratko. Novski službuje i kao diplomata, a po okončanju rata nastupa kao predstavnik na pregovorima sa Engleskom i stupa u kontakt sa tamošnjim sindikatima.
Boris Davidovič Novski je uhapšen krajem 1930. godine, nakon što ga je potkazao jedan zatvorenik svojim priznanjem da je špijunirao za Englesku. Novski pada u nadležnost islednika Fedjukina i biva podvrgnut mučenju ne bi li podneo lažno priznanje na svoju štetu. Novski se, sada u svojim poznim tridesetim, iscrpljen i izmučen, ipak odupire i odbija da lažnim priznanjem ukalja svoju bogatu biografiju. Međutim, Fedjukin menja taktiku i dve večeri zaredom izvodi Novskog iz samice i suočava ga sa po jednim, tek uhapšenim zatvorenikom; ucenjuje ga zatvorenikovim životom, a pošto Novski ne prizna, zatvorski čuvari ovog odmah usmrte.
Treće večeri, Novski pristaje na razgovor, ali biva odmah smešten u bolnicu. Po delimičnom oporavku, suočava se sa Fedjukinom i dvojac provodi noći u rapravi oko teksta priznanja (prvobitna optužnica o špijuniranju za Engleze je odbačena); nakon dve sedmice ubeđivanja, Novski je najzad zadovoljan postignutom verzijom svog priznanja. Dva meseca kasnije, Fedjukin, neočekivano, ponovo menja optužnicu jer je u međuvremenu iznudio lažna priznanja od neke druge dvojice zatvorenika. Na to, Novski u ćeliji pokušava da se ubije, ali ga spasavaju i Fedjukin ponovo menja optužnicu u kojoj ovog puta imenuje Novskog za vođu grupe sabotera, smatrajući da mu, uzdizanjem na bitniju ulogu, čini uslugu. Najzad, na suđenju, Novski se nada smrtnoj kazni streljanjem kao časnom skončanju, ali ipak, nakon još godinu dana tamnovanja, biva izgnan u Sibir.
U zimu 1937. godine, Novski je ponovo uhapšen, ali iz gulaga uspeva da ponovo pobegne. Četvrtog dana bekstva, stražari ga nalaze kod neke livnice, žure da ga uhapse, ali on umire skočivši sa skele u kotao topljene šljake.
| Pseudonimi Borisa Davidoviča Melamuda - Bezrabotni - Jakov Mauzer - Zemljanikov - Novski -B. N. Dolski - Parabellum - Viktor Tverdohljebov - Proletarski - Davidovič |

### Psi i knjige
Priča je posvećena Filipu Davidu i zapravo je prevod zapisa jednog sveštenika iz vremena inkvizicije na jugu Francuske.
Krajem 1330. godine, monsinjor Žak Furnije, biskup od Pamjea, saznaje da se Baruh David Nojman, lokalni rabin, nakon što je bio pokršten, vratio judaizmu, i hapsi ga. Nojman tokom isleđivanja prepričava događaje koji su doveli do njegovog krštenja:
Mesec dana ranije, u Grenadi kraj Tuluza silom su pokrštena dvojica Jevreja koji potom dolaze u Tuluz da se s Nojmanom posavetuju oko toga da li je nasilno krštenje važeće. Nojman se raspituje kod lokalnog katoličkog sveštenika i, po odobrenju ovog, dvojica ipak bivaju vraćena judaizmu.
Nedelju dana nakon toga, vlasti Tuluza dovode u grad desetine uhapšenih za pokolj nad Jevrejima u jednom drugom gradu. Kako su ih provozili kroz grad, ovi počeše da dozivaju upomoć, na šta im građani pomogoše da se oslobode, te svi zajedno pohrliše u jevrejsku četvrt, željni krvi. Dolaze tako do Nojmanove kuće, upadaju u nju i uništavaju mu dragocene knjige, a njega odvode na krštenje. On najpre odugovlači, ali ipak pristaje nakon što uviđa da bivaju odmah ubijeni svi koji krštenje odbiju. Pogrom traje ceo dan, a počev od večeri, Baruh traži načina da poništi svoje nasilno krštenje i odlazi u obližnji Monžiskar po savet. Tamo ga ponovo zarobljava rulja i sutradan ga sprovode u Pamje, gde su Jevreji imali određene građanske slobode.
Tokom dugotrajnog isleđivanja od strane biskupa Furnijea, dolazi do obimne rasprave o postulatima vere i Nojman najzad, pod mukama, pristaje da se odrekne judaizma. Godinu dana kasnije, Nojman je ponovo suđen jer je posumnjao u svoju novu veru, a još šest godina kasnije, biva ponovo suđen, kojom prilikom verovatno umire na mukama.
U napomeni nakon priče, Kiš tvrdi da je na ovaj zapisnik naišao nakon završetka pisanja naslovne novele, i navodi mnoge sličnosti između Baruha Davida Nojmana i Borisa Davidoviča Novskog – njihova imena, istrajnost, tematiku, datume hapšenja, itd.

### Kratka biografijaDarmolatova (1892—1968)
Darmolatov je pesnik revolucije, od minornog značaja, premda doseže određene pesničke domete koji „nisu bez draži“. Sarađuje sa B. D. Novskim koji mu je neka vrsta političkog zaštitnika. Kada je Novski uhapšen, i Darmolatov strahuje za svoju sudbinu i počinje da fizički i umetnički propada, ali ipak ne biva hapšen.
Na Cetinju, autor priče, tada još uvek dete, prisustvuje Darmolatovljevoj poseti lokalnom muzeju gde ovaj seda na izloženu Njegoševu stolicu.
U postskriptumu priče, navodi se da je elefantijaza koja je već tada bila zahvatila Darmolatovljeve mošnice kasnije bila toliko odmakla da je fotografija istih preštampavana u udžbenicima patologije širom sveta.
- Pritvorska fotografija Osipa Mandeljštama, Darmolatovljevog prijatelja

## Reakcije
Knjiga je bila odlično primljena i od publike i od kritičara, i u samo četiri godine od objavljivanja izašlo je sedam izdanja.
„Pisana briljantno i mudro, Grobnica za Borisa Davidoviča zaista je remek-delo.” – Politika
„Nesvakidašnji trenutak naše savremene proze.” – Borba
„Vanserijska proza koju će, siguran sam, čitati i vrlo širok krug ljubitelja književnosti.” – Večernje novosti
„Himna ljudskom dostojanstvu i istrajnosti... Knjiga što zrelošću visoko nadvisuje mnoge druge, a istodobno i postupkom i tematikom predstavlja prodor u novo.” – Slobodna Dalmacija
„Grobnica za Borisa Davidoviča otvara izvesne nove, ne samo tematske nego i estetske tokove u savremenom tkivu srpske književnosti.” – Polja
„Ovo je maestralno djelo pisca koji, sa svakim novim radom, pomjera granice svog umjetničkog domjeta.” – Pobjeda
Juna 1977. godine, knjiga je nagrađena Goranovom nagradom.

### Polemika oko optužbi za plagijat
Par meseci po objavljivanju, knjiga se našla u kontroverzi povodom optužbi za plagijat iz kojih se razvila jedna od najvećih i najžešćih književnih rasprava u Evropi u 20. veku. Napadi i optužbe su trajali mesecima i bili su između ostalog vezani i za navodno plagiranje memoara „7000 dana u Sibiru“ Karla Štajnera. Sam Štajner nije reagovao, a Kiš je 1978. godine objavio obimnu polemičku odbranu na napade, pod naslovom „Čas anatomije“.
Prvi napad na autentičnost knjige objavio je novinar Dragoljub Golubović u zagrebačkom dvonedeljniku Oko u kojem je, pod naslovom „Ogrlica od tuđih bisera” optužio Kiša da je, koristeći motive iz već napisanih dela, zapravo napisao plagijat. Kiš je na ovo odgovorio u istom broju časopisa i, u eseju naslovljenom „Niska od niskih pobuda” branio svoj metod pisanja te optužio Golubovića da je svoj tekst zapravo napisao u tuđe ime i iz ideoloških pobuda. Već u narednom broju istog magazina, književnici Visković i Kulenović istakli su besmislenost Golubovićevih optužbi. Golubović je istom prilikom pokušao da pruži dokaze za svoje tvrdnje, a Kiš mu je i na to odgovorio odbacivši ih.
U jednom od narednih brojeva Oka, na Golubovićeve optužbe odgovorio je i Predrag Matvejević. On je u tekstu pod naslovom „U znaku ovna, u sjeni Nerona” opovrgao Golubovićeve navode te ga je optužio da je petparački novinar, takođe navevši da je ovaj napao Kiša po nečijem tuđem nalogu. Matvejević je naveo i imena Šćepanovića, Bulatovića i Dragana Jeremića, pri čemu se prisetio kako je Jeremić jednom prilikom, dok su zajedno bili u žiriju za dodelu Andrićeve nagrade, odbacio mogućnost da Kiš dobije nagradu iz, kako je tad naveo, „moralnih razloga”. Nadalje je naveo kako su u finalu izbora za Oktobarsku nagradu jednom bili Kiš i Jeremić dok je u žiriju bio Šćepanović, a nagrada je pripala Jeremiću premda mu nagrađena knjiga još nije ni bila izašla u prodaju.
Dragan Jeremić je u to vreme bio član ili lider mnogobrojnih udruženja, komisija i žirija za dodelu nagrada, pa je bio jedna od najmoćnijih osoba jugoslovenske književnosti. Međutim, ovo je bila prva javna optužba na njegov rad i na, uopšte, hijerarhijski sistem koji je u domaćoj književnosti bio na snazi. U Književnim novinama iz decembra 1976, u tekstu „Niski udarci tuđom rukom” on se najpre zgrozio nad Matvejevićevim optužbama, a potom je ponovio Golubovićeve optužbe spram „Grobnice”. Tekst je zaključio opaskom da ljudi koji žive 400 kilometara daleko (aludirajući na Zagreb, mesto izdavanja Oka) ne treba da se bave beogradskim poslovima.
Rasprava između Matvejevića i Jeremića se nastavila Matvejevićevim tekstom „Državni šampion na 400 km Dragan M. Jeremić” u kojem optužuje ovog da je loš filozof i aparatčik, te donosi kritiku njegove „zbirke mislî i maksimâ” koju ocenjuje kao osrednju. Zatim je, nakon što je Jeremić istog meseca dobio Andrićevu nagradu za drugu svoju knjigu, kritikovao i nju da je jednako loša. Ubrzo su se za način dodele ove nagrade zainteresovale i vlasti i ispostavilo se da su članovi žirija odluku doneli pod pritiskom. Nakon ovoga, protiv korumpiranosti u domaćoj književnosti oglasili su se i drugi književnici, kao Nikola Milošević i Dimitrij Rupel. U odgovorima na ove napade, Jeremić je redovno ponavljao optužbe protiv Kiša i „Grobnice”.
Kiš se tokom većeg dela ove polemike držao po strani, a zatim je u proleće 1978. objavio obimnu raspravu pod naslovom „Čas anatomije“. U ovoj knjizi on je ukazao na nelogičnosti argumenata i licemerje onih koji su napadali integritet „Grobnice”, posebno se osvrnuvši na Jeremića i Bulatovića. Ova knjiga je takođe bila odlično primljena i od publike i od kritike, i do danas je prevedena na više od 30 jezika. Međutim, avgusta iste godine, Golubović je podneo krivičnu prijavu protiv Kiša zbog navodne uvrede nanesene mu u ovoj knjizi, ali je ta tužba u proleće 1979. godine odbijena.
Nakon svega, Dragan Jeremić je izgubio uticaj kojeg je dotad imao u domaćoj književnosti, ostavši bez mnogih funkcija u književnom establišmentu.

## Adaptacije

### U pozorištu
Godine 1987, u pozorištu Dadov izvedena je istoimena predstava u režiji Radivoja Andrića i Bobana Skerlića.
Godine 1996, knjiga je adaptirana za istoimenu pozorišnu predstavu francuskog pozorišta Efemerid.
Godine 2014, u istoimenoj pozorišnoj predstavi reditelja Ivice Buljana, izvedena je interpretacija po motivima iz naslovne novele, u koprodukciji nekoliko pozorišta iz Slovenije, Hrvatske i Srbije.
Po motivima knjige rađene su i predstave pozorištâ u Zenici, Prištini, Prijedoru i Mađarskoj.

### U muzici
Knjiga se spominje u naslovnoj pesmi dvostrukog albuma Azre „Filigranski pločnici“ iz 1982. godine.

### U filmu
Po motivima knjige, 2015. godine snimljen je film u realizaciji studenata Akademije umetnosti u Novom Sadu.

## Izdanja na drugim jezicima
Od svog prvog izdanja, knjiga je na srpskohrvatskom jeziku izdata još tridesetak puta, a prevedena je na više od 20 jezika na kojima je izdata preko 40 puta.
| Jezik       | Godina      | Naslov                           | Prevodilac              | Izdavač                     | Strana  |
| ----------- | ----------- | -------------------------------- | ----------------------- | --------------------------- | ------- |
| mađarski    | 1978.       |                                  |                         | Novi Sad:                   | 113     |
| mađarski    | 1982.       | Budimpešta:                      | 113                     |                             |         |
| mađarski    | 1990.       | Budimpešta:                      | 223                     |                             |         |
| slovenački  | 1978.       |                                  | Ferdinand Miklavc       | Ljubljana: Mladinska knjiga | 152     |
| slovenački  | 1999.       | Ferdinand Miklavc, Mojca Mihelič | 165                     | Ljubljana: Mladinska knjiga |         |
| engleski    | 1978.       |                                  | Duška Mikić-Mičel       | Njujork, London: Harcourt Brace Jovanovich           | 135     |
| engleski    | 1980.       | Njujork:                         | Duška Mikić-Mičel       | 135                         |         |
| engleski    | 1985.       | London, Boston:                  | Duška Mikić-Mičel       | 134                         |         |
| engleski    | 1987.       | Sarajevo: Svjetlost              | Duška Mikić-Mičel       | 139                         |         |
| engleski    | 2000.       | Normal:                          | Duška Mikić-Mičel       | 145                         |         |
| francuski   | 1979.       |                                  |                         | Pariz: Gallimard                     | 160     |
| italijanski | 1980.       |                                  |                         | Milano:                     | 167     |
| italijanski | 1990.       | 181                              |                         | Milano:                     |         |
| italijanski | 2005.       |                                  | Ljiljana Avirović, Francesca Saltarelli     |                             | 174     |
| grčki       | 1982.       |                                  |                         | Atina:                      | 135     |
| grčki       | 2006.       |                                  |                         | Atina:                      | 161     |
| albanski    | 1982.       |                                  |                         | Priština: Rilindja                  | 162     |
| albanski    | 1999.       |                                  |                         | Tirana: Çabej                    | 140     |
| holandski   | 1983, 1990. |                                  | Lela Zečković, Roel Schuyt         | Amsterdam: De Bezige Bij                 | 147 144 |
| nemački     | 1983.       |                                  |                         | Minhen, Cirih: R. Piper & Co. Verlag             | 163     |
| nemački     | 1986.       | Frankfurt:                       | 157                     |                             |         |
| nemački     | 2004, 2014. | Minhen:                          | 192                     |                             |         |
| danski      | 1983.       |                                  |                         | Orhus: Husets Forlag                     | 153     |
| španski     | 1983.       |                                  |                         | Barselona:                  | 142     |
| španski     | 2003, 2016. |                                  | Simona Škrabec          | Barselona:                  | 152     |
| španski     | 2006.       |                                  | Nevenka Vasiljević      | Barselona:                  | 185     |
| norveški    | 1984.       |                                  |                         | Oslo: Aschehoug Co.                      | 150     |
| švedski     | 1985, 1990. |                                  |                         | Stokholm: Brombergs Bokförlag                  | 207     |
| hebrejski   | 1985.       |                                  |                         | Tel Aviv: Adam Moci’im Laor                  | 148     |
| portugalski | 1987.       |                                  |                         | Sao Paulo: Companhia Das Letras                 | 150     |
| rumunski    | 1988.       |                                  |                         | Novi Sad:                   | 130     |
| rumunski    | 1992.       | Temišvar:                        | 132                     |                             |         |
| rumunski    | 2006.       |                                  |                         | Temišvar:                   | 151     |
| rumunski    | 2009.       |                                  |                         | Bukurešt: Editura Polirom                  | 240     |
| rusinski    | 1988.       |                                  |                         | Novi Sad:                   | 127     |
| češki       | 1988.       |                                  |                         | Keln: Index                      | 157     |
| češki       | 1995.       |                                  |                         | Prag: Mladá fronta                      | 320     |
| poljski     | 1989.       |                                  |                         | Varšava:                    | 72      |
| poljski     | 1989.       |                                  |                         | Varšava:                    | 88      |
| poljski     | 2005.       |                                  |                         | Volovjec: Wydawnictwo Czarne                  | 184     |
| ukrajinski  | 2000.       |                                  |                         | Lavov:                      | 141     |
| ukrajinski  | 2008.       | Lavov:                           | 300                     |                             |         |
| kineski     | 2002.       |                                  |                         | Tajpej: Xiao zhi tang wen hua shi ye you xian gong si                    | 208     |
| kineski     | 2014.       |                                  | Peking:                 | ?                           |         |
| korejski    | 2003.       |                                  |                         | Seul: Chaeksesang / Bookworld                      | 226     |
| katalonski  | 2003, 2016. | [ 32 ]                           | Simona Škrabec          | Manresa: Angle Editorial                   | 152     |
| makedonski  | 2005.       |                                  | Violeta Piruze-Tasevska | Skoplje: Култура                   | 160     |
| bugarski    | 2007.       |                                  | Aleksandra Liven        | Sofija: Балкани                    | 226     |
| galicijski  | 2010.       |                                  |                         | Kangas: Rinoceronte                    | 150     |
| persijski   | 2015.       |                                  |                         | Teheran: Nika                   | 192     |
| estonski    | 2016.       |                                  |                         | Talin: Kultuurileht                     | 104     |

## Izvori i napomene
1. ↑  Oslobođenje – „Rođendan Grobnice za Borisa Davidoviča”, 4. 8. 2016. (pristupljeno 2. 9. 2016)
2. ↑   – Izdanja knjiga
3. ↑  Na jedinstvo priča ukazuje se već u samom podnaslovu knjige, kao i u isprepletenosti određenih događaja i likova u različitim pričama, mada je knjigu sâm Kiš radije određivao ne kao roman već kao „tematsku zbirku priča” (Gorki talog iskustva, 138). Odrednica „roman” navodi se i u naslovima prevoda na engleski i na grčki jezik, kao i u nekim kritikama. Архивирано на веб-сајту  (25. септембар 2015) Arhivirano na veb-sajtu  (2015-09-25)
4. ↑  Danilo Kiš Home Page – Podmuklo dejstvo biografije, prema Gorkom talogu iskustva (207)
5. 1 2 3 4   – Grobnica za Borisa Davidoviča
6. ↑   – Grobnica za Borisa Davidoviča – izdanja
7. 1 2  "one of the most lengthy and bitter literary battles in twentieth century Europe" („jedna od najdužih i najljućih književnih bitaka u Evropi dvadesetog veka”) – Faber & Faber –  Архивирано на веб-сајту  (28. јун 2016) Arhivirano na veb-sajtu  (2016-06-28), 23. 6. 2016. (pristupljeno 2. 9. 2016) (језик: енглески)
8. ↑  „(...) tu knjigu, Arhipelag GULAG, levi intelektualci nisu hteli ni da čitaju, smatrajući je aktom ideološke sabotaže i desničarske zavere. Kako sa tim svetom nije, dakle, bilo mogućno razgovarati na planu opštih ideja, jer njihovi su stavovi bili apriorni i agresivni, to sam svoje argumente morao da formulišem u vidu anegdota i priča (...) Te su anegdote bile još jedini oblik razgovora koji su mogli da prihvate, što će reći da saslušaju, ako ne već i da shvate. Jer na ideološkom, sociološkom ili političkom planu nisu trpeli nikakav prigovor, s obzirom na to da su ti vajni intelektualci bili krajnje netolerantni i polazili su od apriornih manihejskih koncepata: Istok je raj, Zapad je pakao. (...) Postojanje sovjetskih konclogora nije se nikako uklapalo u njihove olako stvorene sheme, stoga su pokušali da zažmure pred stvarnošću, i da tu činjenicu ne uzmu u obzir.” – Gorki talog iskustva, 145–146
9. ↑  “Sedamdesetih godina živeo sam u Bordou, gde sam predavao na Univerzitetu. Tada sam imao česte i duboke nesporazume u političkim raspravama. Bio sam istinski uplašen monolitnim neznanjem i ideološkim fanatizmom mladih. Samo spomenuti sovjetske logore bilo je svetogrđe. Jedini argumenti koji su mogli, donekle, da poljuljaju takvu uverenost, bile su upečatljive priče. Usamljenost u kojoj sam se našao i nemogućnost dijaloga nagnali su me da napišem te 'uzorne priče'.” – Gorki talog iskustva, 230
10. ↑  ”Osnovno je za mene bilo da nađem, u svom domenu, fikciji, izmišljenom, kraj svoje opsesije i prikrivene polemike sa totalitarnim svetom i mišlju. Smatrao sam, osim toga, da je moja moralna dužnost, pošto sam u nekim svojim knjigama govorio o nacističkom teroru, da priđem, u književnoj formi, tom drugom najvažnijem fenomenu našeg veka koji je dao sovjetske koncentracione logore.” – Gorki talog iskustva, 230
11. ↑  Danilo Kiš Home Page – Skladište:
12. ↑  Žak Furnije je 1334. postao papa Benedikt XII
13. ↑  Pravi datum Baruhovog hapšenja je verovatno ipak 15. jun 1320. godine, za vreme tzv. Pastirskog krstaškog rata  Архивирано на веб-сајту  (21. октобар 2016) Arhivirano na veb-sajtu  (2016-10-21),
14. 1 2 3 4 5  Reklama i narudžbenica BIGZ-a u Politici, 5.12.1976. (pristupljeno 8. 9. 2016)
15. ↑  Šiškov. . 344.
16. ↑  „Globus“ – „Najveći grijeh Danila Kiša“ Архивирано на веб-сајту  (3. март 2016) Arhivirano na veb-sajtu  (2016-03-3), 23. 7. 2013.
17. ↑  Šiškov. . 348.
18. ↑  Šiškov. . 351.
19. ↑  Šiškov. . 352.
20. ↑  Šiškov. . 353.
21. ↑  Šiškov. . 355.
22. ↑  Šiškov. . 356.
23. ↑  Šiškov. . 357-360.
24. ↑  Šiškov. . 365-369.
25. ↑  Šiškov. . 360.
26. 1 2  Belgrade Edt Culture – Danilo Kiš: 80 godina od rođenja i 25 godina od smrti – bi(bli)ografija
27. ↑  Belgrade Edt Culture – Grobnica za Borisa Davidoviča – Bitef Teatar - komentari predstave, 19. 11. 2014.
28. ↑   – Scena
29. ↑  Azra – „Filigranski pločnici“
30. ↑   – Ekran
31. ↑   – Spisak izdanja Grobnice za Borisa Davidoviča (pristupljeno 16. 9. 2016)
32. ↑   – Kišova dela na katalonskom

## Literatura
- D. Kiš - Gorki talog iskustva, Prosveta. 2007.  978-86-07-01721-8.
- B. Krivokapić − Treba li spaliti Kiša?, Globus, 1980.
- D. Kiš − Čas anatomije, Arhipelag. 2012.  978-86-523-0040-2.
- S. Šiškov − , Cross Currents br. 6, 1987. (pristupljeno 2. 9. 2016) (jezik: engleski)
- Vijesti – Pripovijedanje i dokumentarnost u „Grobnici za Borisa Davidoviča“ (1. deo, 2. deo), pristupljeno 29. 9. 2016.

## Spoljašnje veze
- Priča Grobnica za Borisa Davidoviča
- Audio-pripovetka Nož sa drškom od ružinog drveta (čita: Predrag Miki Manojlović)
- Prevod zapisa Žaka Furnijea o isleđivanju rabina Baruha (jezik: engleski) (pristupljeno 24. 10. 2016)